# تيودور كورنر
تيودور كيرنر، إدلر فون زيغرينغن (بالألمانية: Theodor Körner) (23 أبريل 1873 – 4 يناير 1957)، هو ضابط عسكري ورجل دولة نمساوي من الحزب الاشتراكي النمساوي. شغل منصب رئيس النمسا من عام 1951 حتى 1957، وقبل ذلك كان عمدة فيينا من عام 1945 حتى 1951.

## روابط خارجية
- تيودور كورنر على موقع الموسوعة البريطانية (الإنجليزية)
- تيودور كورنر على موقع مونزينجر (الألمانية)
- تيودور كورنر على موقع ديسكوغز (الإنجليزية)